# ENGI
株式会社ENGI（エンギ、英: ENGI Co, Ltd.）は、日本のアニメ制作会社。株式会社KADOKAWAの連結子会社。社名の由来は「ENtertainment Graphic Innovation」の頭文字を取ったもの。

## 略歴
2018年4月4日、KADOKAWA・サミー・ウルトラスーパーピクチャーズの共同出資により設立され、同年6月1日に営業を開始した。   
2020年4月、岡山県倉敷市に倉敷スタジオを開設。文化と歴史の街として知られている倉敷との環境と地域との連携、国内外の日本アニメのニーズに対応し、発展に寄与することを目指すとしている。
2021年10月、北海道札幌市に札幌スタジオを開設。同スタジオの設立により更なる人材の獲得・育成と制作体制の整備・強化、映像技術の革新を図るとしている。
初代代表取締役社長（現顧問）はキュー・テックの代表取締役も歴任した梶尾徹が務めた。2代目代表取締役社長にはゴンゾを経てグラフィニカで「楽園追放 -Expelled from Paradise-」のチーフアニメーションプロデューサーを担当、ENGIの設立にも参加し同社の代表取締役専務を務めた吉岡宏起が就任している。
創業以来、KADOKAWAグループの傘下企業として同社の出版ブランドや系列各社が原作やコミカライズで関与する作品のアニメ化に特化しており、企画部が存在しない。そのため、元請で制作したテレビシリーズは長らくKADOKAWAやグループ企業が関与する作品に限定されていたが、2023年に初めてグループ外から講談社『月刊アフタヌーン』連載漫画を原作とする『メダリスト』の制作を行うことが発表された。

## 制作体制
デジタル作画と3DCGを融合した、ハイブリッドデジタルアニメーションスタジオである。CGアニメーション分野で活躍するスタッフを多く抱え、約70名のスタッフが在籍する。2023年の『GAMERA -Rebirth-』の制作段階の時点では会社としての歴史が浅いこともあり、CG部門の組織作りと同作の制作は同時進行で行われた。
2020年4月に倉敷スタジオ、2021年10月に札幌スタジオを開設している。

### スタジオ
本社スタジオ
東京都中野区中央1丁目13番8号 大橋セントラルビルディング 3階
2018年6月開設。

倉敷スタジオ
岡山県倉敷市阿知1丁目7番2号 くらしきシティプラザ西ビル 7階
2020年4月開設。

札幌スタジオ
北海道札幌市中央区北3条東5丁目5 岩佐ビル
2021年10月開設。

## 作品履歴

### テレビアニメ
| 開始年 | 放送期間         | タイトル                                               | 監督                  | シリーズ構成   | アニメーション プロデューサー | 原作   | 備考                        |
| ------ | ---------------- | ------------------------------------------------------ | --------------------- | -------------- | ----------------------------- | ------ | --------------------------- |
| 2019年 | 10月 - 12月      | 旗揚!けものみち                                        | 三浦和也              | 待田堂子       | 吉岡宏起 安藤圭一             | 漫画   |                             |
| 2020年 | 7月 - 9月        | 宇崎ちゃんは遊びたい!                                  | 三浦和也              | あおしまたかし | 吉岡宏起 安藤圭一             | 漫画   |                             |
| 2021年 | 4月 - 6月        | 究極進化したフルダイブRPGが現実よりもクソゲーだったら  | 三浦和也              | 猪原健太       | 安藤圭一                      | 小説   |                             |
| 2021年 | 7月 - 9月        | 探偵はもう、死んでいる。                               | 栗原学                | 赤尾でこ       | 安藤圭一                      | 小説   |                             |
| 2022年 | 4月 - 6月        | 乙女ゲー世界はモブに厳しい世界です                     | 三浦和也 福元しんいち | 猪原健太       | 安藤圭一 神戸幸輝             | 小説   |                             |
| 2022年 | 10月 - 12月      | 宇崎ちゃんは遊びたい!ω                                 | 三浦和也              | あおしまたかし | 安藤圭一 神戸幸輝             | 漫画   |                             |
| 2022年 | 10月 - 12月      | 新米錬金術師の店舗経営                                 | 博史池畠              | 村越繁         | 安藤圭一                      | 小説   |                             |
| 2022年 | 11月 - 2023年3月 | 「艦これ」いつかあの海で                               | 三浦和也              | 田中謙介       | 安藤圭一                      | ゲーム | 第1期はディオメディアが制作 |
| 2023年 | 10月 - 12月      | 経験済みなキミと、経験ゼロなオレが、お付き合いする話。 | 大庭秀昭              | 福田裕子       | 安藤圭一                      | 小説   |                             |
| 2024年 | 4月 - 6月        | Unnamed Memory                                         | 三浦和也              | 赤尾でこ       | 安藤圭一 星野雄大朗           | 小説   | 第1期                       |
| 2025年 | 1月 - 3月        | Unnamed Memory                                         | 三浦和也              | 赤尾でこ       | 星野雄大朗                    | 小説   | 第2期                       |
| 2025年 | 1月 - 3月        | メダリスト                                             | 山本靖貴              | 花田十輝       | 神戸幸輝                      | 漫画   | 第1期                       |
| 2026年 | 1月 -            | メダリスト                                             | 山本靖貴              | 花田十輝       | 三浦孝純                      | 漫画   | 第2期                       |
| 2026年 | 未公表           | 探偵はもう、死んでいる。Season2                        | 栗原学                | 赤尾でこ       | 未公表                        | 小説   |                             |

### 劇場アニメ
| 公開年 | 公開日  | タイトル                               | 監督     | 脚本     | アニメーション プロデューサー | 原作 |
| ------ | ------- | -------------------------------------- | -------- | -------- | ----------------------------- | ---- |
| 2025年 | 8月22日 | 映画 おでかけ子ザメ とかいのおともだち | 熊野千尋 | 長嶋宏明 | 未公表                        | 漫画 |

### Webアニメ
| 配信年 | タイトル         | 監督     | シリーズ構成               | アニメーション プロデューサー | 原作 | 備考                  |
| ------ | ---------------- | -------- | -------------------------- | ----------------------------- | ---- | --------------------- |
| 2023年 | おでかけ子ザメ   | 槙麻里奈 | 長嶋宏明                   | 安藤圭一                      | 漫画 | YouTube公式チャンネル |
| 2023年 | GAMERA -Rebirth- | 瀬下寛之 | 猪原健太 瀬古浩司 瀬下寛之 | 飯島哲                        | 特撮 | Netflixオリジナル作品 |

### 3DCG担当作品
| 年     | タイトル                                   | 制作元請                |
| ------ | ------------------------------------------ | ----------------------- |
| 2021年 | SHOW BY ROCK!! STARS!!                     | キネマシトラス          |
| 2022年 | 盾の勇者の成り上がり Season2               | キネマシトラス DR MOVIE |
| 2022年 | 連盟空軍航空魔法音楽隊ルミナスウィッチーズ | シャフト                |
| 2022年 | パチスロ 甲鉄城のカバネリ                  | Sammy                   |

### 制作協力
| 年     | タイトル                           | 制作元請                | 備考         |
| ------ | ---------------------------------- | ----------------------- | ------------ |
| 2019年 | デート・ア・ライブIII              | J.C.STAFF               | 各話制作協力 |
| 2020年 | とある科学の超電磁砲T              | J.C.STAFF               | 各話制作協力 |
| 2021年 | 現実主義勇者の王国再建記（第一部） | J.C.STAFF               | 各話制作協力 |
| 2022年 | 現実主義勇者の王国再建記（第二部） | J.C.STAFF               | 各話制作協力 |
| 2022年 | 失格紋の最強賢者                   | J.C.STAFF               | 各話制作協力 |
| 2022年 | 薔薇王の葬列                       | J.C.STAFF               | 各話制作協力 |
| 2022年 | RPG不動産                          | 動画工房                | 各話制作協力 |
| 2022年 | 社畜さんは幼女幽霊に癒されたい。   | project No.9            | 各話制作協力 |
| 2022年 | 盾の勇者の成り上がり Season2       | キネマシトラス DR MOVIE | 各話制作協力 |
| 2022年 | カッコウの許嫁                     | シンエイ動画 SynergySP  | 各話制作協力 |
| 2023年 | 異世界はスマートフォンとともに。2  | J.C.STAFF               | 制作協力     |
| 2023年 | この素晴らしい世界に爆焔を！       | ドライブ                | 各話制作協力 |

## 関連人物

### アニメーター・演出家
- 三浦和也 - デジタル作画部ディレクター。グラフィニカ出身で、ENGIの設立後は大半のテレビシリーズで作品の監督を担当。
- 橋本隆希 - 所属アニメーター。グラフィニカ出身。
- 栗原学 - デジタル作画部所属。テレビシリーズ1作品で監督を担当。
- いがらしなおみ - 漫画家・アニメーション作家。札幌スタジオ所長[16]。

### 制作
- 吉岡宏起（代表取締役社長）
- 工藤大丈（取締役）
- 德村憲一（取締役）
- 安藤圭一（取締役）
- 田中翔（取締役）
- 野久尾悟（監査役）
- 梶尾徹（顧問、元代表取締役社長）
- 松浦裕暁（顧問）

過去の在職者
- 川島誠一（元取締役）
- 菊池剛（元取締役）
- 田村淳一郎（元取締役）
- 河合秀樹（元監査役）